# Из царства мёртвых
«Из царства мёртвых» (фр. D'entre les morts) — психологический детективный роман 1954 года творческого тандема Буало-Нарсежак, первоначально опубликованный на французском языке. Произведение послужило основой для фильма Альфреда Хичкока «Головокружение» 1958 года. В английском варианте назывался The Living and the Dead (в переводе с англ. — «Живые и мёртвые»).

## Сюжет
В 1940 году Жевинь обращается к своему старому другу - парижскому адвокату Роже Флавьеру,  с просьбой помочь в деликатном деле, касающемся его жены Мадлен. Жевинь утверждает, что Мадлен вела себя странно, но врачи не смогли найти в ней ничего плохого. Кажется, в неё вселился дух её прабабушки Полин Лагерлак, которая покончила с собой, когда ей было столько же лет, сколько сейчас Мадлен. Жевинь занят управлением судостроительным бизнесом и просит Флавьера некоторое время присматривать за его женой.
Флавьер начинает следить за Мадлен и однажды спасает её после прыжка в Сену. После того, как они сблизились, Мадлен говорит Флавьеру, что чувствует, что жила раньше, и что у неё особая связь с Полин Лагерлак и местами, с которыми она была связана. Однажды Мадлен настаивает на том, чтобы отправиться в маленький городок к западу от Парижа и взобраться на колокольню старой церкви. Флавьер, не способный последовать за ней наверх из-за боязни высоты, становится свидетелем того, как её тело падает на землю. Не в силах приблизиться к телу, он бежит в Париж. Флавьер не говорит Жевинью, что он был свидетелем смерти Мадлен. Жевинь, обезумевший от допроса полицией в связи с трагедией, пытается бежать из Парижа, но погибает во время немецкого воздушного налёта.
Несколько лет спустя, после освобождения Парижа, Флавьера по-прежнему преследуют воспоминания о Мадлен. Однажды он видит женское лицо в кинохронике, снятой в Марселе. Убеждённый, что этой женщиной была Мадлен, он отправляется туда и выслеживает её. Несмотря на её первоначальные отрицания того, что она Мадлен, женщина, Рене Суранж, в конце концов признаётся, что была любовницей Жевиня и вступила с ним в сговор, чтобы избавиться от его богатой жены. Жевинь сбросил настоящую Мадлен с вершины колокольни, чтобы Флавьер мог засвидетельствовать это и подтвердить самоубийство полиции, но бегство Флавьера с места происшествия испортило план. Узнав, что на самом деле он никогда не встречал настоящую Мадлен, Флавьер душит Рене и сдаётся полиции.

## Предыстория
Франсуа Трюффо в своей книге интервью с Хичкоком популяризировал идею о том, что Буало и Нарсежак написали «Живых и мёртвых» специально для Хичкока. Они слышали, что он пытался приобрести права на роман «Та, которой не стало», но они были перекуплены Анри-Жоржем Клузо и завидовал успеху «Дьяволиц». Однако в своем интервью Дэну Ауилеру Нарсежак отрицает это. Он признаёт, что их писательская команда разделяла определенное сходство с режиссёром, но они никогда не предполагали, что роман будет написан специально для него. По словам Нарсежака, идея книги пришла ему в голову в кинотеатре. Он смотрел кинохронику, и ему показалось, что он узнал друга, с которым потерял связь во время войны. «После войны было много перемещённых лиц и семей — это было обычным делом «потерять» друга. Я начал думать о том, как узнать о нём. Может быть, кто-то, кого считали мёртвым… и именно здесь начал формироваться D'entre les morts».
Нарсежак также подтвердил Ричарду Э. Гудкину, что миф об Орфее, где герой пытается воскресить свою возлюбленную из мёртвых, был ещё одним источником вдохновения для романа.

## История публикаций
Роман был первоначально опубликован во Франции под названием D'entre les morts в 1954 году. После выхода экранизации Хичкока в 1958 году все последующие французские издания были переименованы в Sueurs froides (в переводе с фр. — «Холодный пот»), чтобы соответствовать названию фильма на французском языке.
Роман был впервые опубликован на английском языке британским издательством Hutchinson под названием «Живые и мёртвые» в 1956 году. Она была переиздана компанией Dell под названием Vertigo в 1958 году. В 2015 году Pushkin Vertigo также переиздало его как «Головокружение». Во всех английских изданиях используется один и тот же перевод Джеффри Сейнсбери.

## Восприятие критиками
После публикации на английском языке роман получил в целом положительные отзывы. Энтони Мередит Куинтон в The Times Literary Supplement назвал его «чистым упражнением в изобретательности сюжета», но раскритиковал медленный темп книги: «Когда, наконец, приходит объяснение, шокирующее и блестящее, но не настолько, чтобы оправдать долгий путь через предварительную историю». The Spectator написал, что тандем Буало-Нарсежак «в настоящее время придумывает самые гениальные загадочные сюжеты — и убедительные объяснения — в [литературном] бизнесе, все более в бесстрастном стиле», и назвал роман «дразнящим и совершенно неотразимым, как живая мёртвая женщина». В своем обзоре «Нью-Йорк таймс» Энтони Баучер был более критичен — он чувствовал, что авторы пытались воспроизвести сложный сюжет своей предыдущей «Та, которой не стало», но столкнулись с «неудачными результатами».
С тех пор книга была в значительной степени оставалась в тени экранизации Хичкока. Робин Вуд прокомментировал: «Унылый, умышленный пессимизм D'entre les morts — это мир, существенно отличающийся от интенсивного ощущения «Головокружения», которое возникает из одновременного осознания огромной ценности человеческих отношений и присущей им неспособности к совершенной реализации». Дэвид Коллард назвал роман «умеренно компетентным психологическим триллером» и добавил, что «справедливо сказать, что сегодня он привлек бы мало внимания, если бы не лег в основу «Головокружения» Альфреда Хичкока».

## Адаптации

### Кино
«Головокружение» (1958), США, режиссер Альфред Хичкок, в главных ролях Джеймс Стюарт и Ким Новак.

### Телевидение
La Présence des ombres (1996, Канада-Франция) телефильм режиссера Марка Ф. Вуазара с Патрисом Л'Экюйером в главной роли.

### Театр
«Головокружение» (1997, Великобритания) адаптировано и поставлено режиссером Шоном О'Коннором в Chester Gateway Theatre. В 1998 году пьеса была поставлена в Theatre Royal Windsor с Мартином Шоу в роли Флавьера и Дженни Сигроув в роли Мадлен. Впоследствии эта постановка была возрождена в Yvonne Arnaud Theatre в Гилфорде с Энтони Эндрюсом в роли Флавьера.